# Pimenta-de-sichuan
Pimenta-de-sichuan, ou pimenta-chinesa, é uma especiaria feita da casca das sementes da Zanthoxylum simulans ou Z. bungeanum, uma planta da família Rutaceae, usada normalmente em pó na culinária de Sichuan. 

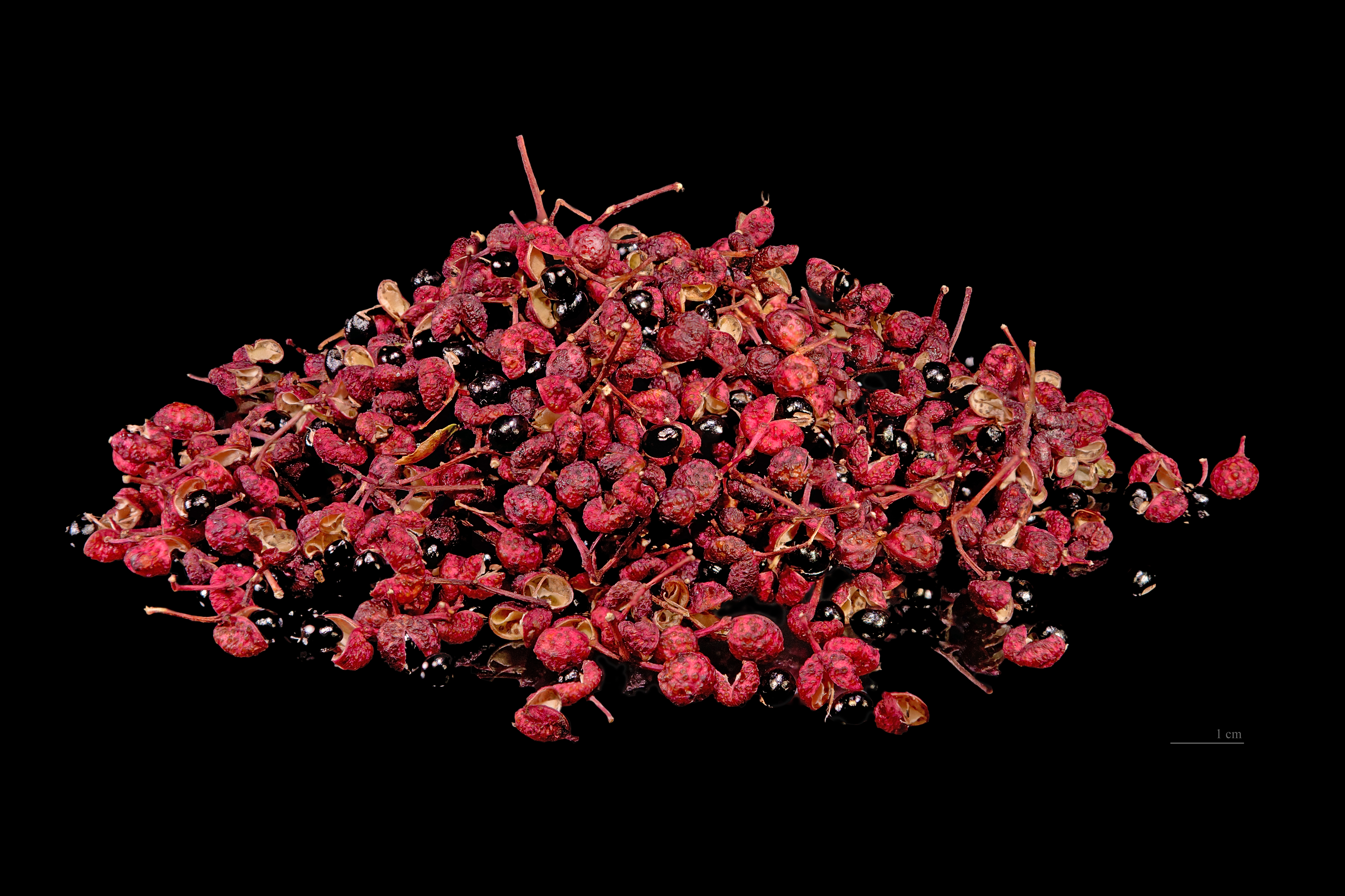
Frutos e sementes

A sichuan, pouco conhecida no Ocidente, é importante na culinária chinesa e integra o condimento conhecido como cinco-perfumes-chineses. O seu sabor é picante e aromático. É comumente usada para temperar peixes e ingredientes de "sabor forte".